# Carcinossarcoma
Um Carcinossarcoma é um tumor maligno com características carcinomatosas e sarcomatosas.

## Epidemiologia
O carcinossarcoma na região de cabeça e pescoço é extremamente raro; Cerca de 50 a 60 casos foram notificados até à data. A idade média na apresentação foi de 58 anos com uma faixa de 14-87 anos. Vários pacientes tiveram história de adenoma pleomórfico recorrente e vários casos surgiram em um adenoma pleomórfico (carcinossarcoma de adenoma pleomórfico).

## Localização
Dois terços têm surgido na glândula parótida, aproximadamente 19% nas glândulas submandibulares e 14% no palato. Um caso foi relatado na língua e um na região supraglótica.

## Tratamento
Os carcinossarcomas são tratados pela excisão cirúrgica radical, que pode ser combinada com a radioterapia e
com a quimioterapia. O prognóstico é pobre, com cerca de  75% dos pacientes ou evoluindo ao óbito em decorrência
de suas doenças ou desenvolvendo recorrências locais ou metástases.